# بول نيومان
بول لنرد نيومان (بالإنجليزية: Paul Leonard Newman) كان ممثل ومخرج أمريكي (26 يناير 1925 - 26 سبتمبر 2008)، حاصل على جائزة الأوسكار 1986 كأفضل ممثل عن دوره في فيلم لون المال كما حصل على جائزة الجولدن جلوب مرتين عام 1969 كأفضل مخرج عن فيلم رايتشل، رايتشل وعام 2006 كأفضل ممثل في مسلسل قصير عن دوره في مسلسل انهيار إمبراطورية وبنفس الدور حصل على جائزة الإيمي وجائزة نقابة ممثلي الشاشة، شارك في العديد من الأفلام منها كول هاند لوك الذي ترشح به لجائزة الأوسكار لأفضل ممثل.

## النشأة
وُلد نيومان في شاكير هايتس بأوهايو، الابن الثاني لتريزا غارث (المولودة باسم تريزا فيتزر أو فيتزكو أو فيكوفا 1894- 1982) وآرثر سيغموند نيومان (1893- 1950)[بحاجة لمصدر] الذي كان مدير متجر للبضائع الرياضية.
كان والد بول يهوديًا، ابن سيمون نيومان وهانا كون، المهاجريْن اليهودييْن من المجر وفيستلا لاند من بولندا. كانت أمه ممارسة للمسيحية. وُلدت لعائلة كاثولوكية سلوفاكية رومانية في بيتيكس (بالقرب من هومونا) في الإمبراطورية النمساوية المجرية (حاليًا بيتيس بالقرب من هوميني بسلوفاكيا). بصفته رجلًا بالغًا، لم يكن لنيومان دين لكنه كان يصف نفسه بأنه يهودي، قائلًا «إنه أقرب إلى تحدٍ». عملت أم نيومان في متجر أبيه أثناء تربية بول وأخيه الأكبر، آرثر، الذي أصبح منتجًا ومدير إنتاج.
أبدى نيومان اهتمامًا مبكرًا بالمسرح؛ إذ حصل على دوره الأول في عمر السابعة، لعب دور المهرج في إنتاج مدرسي لروبن هود. في عمر العاشرة، أدى نيومان في كليفلاند بلاي هاوس في إنتاج للقديس جرجس والتنين، وكان طالبًا بارزًا وخريجًا للبرنامج المسرحي للأطفال كيرتين بولرز. تخرج في مدرسة شاكير هايتس الثانوية في عام 1943، التحق بجامعة أوهايو في أثينس بأوهايو فترة وجيزة حيث انضم لأخوية كابا تاو.
خدم نيومان في البحرية الأمريكية في الحرب العالمية الثانية في مسرح المحيط الهادئ. التحق في البداية ببرنامج التدريب التجريبي ناڤي ڤي-12 في جامعة يال، لكنه رُفض عندما اكتشف أنه يعاني من عمى الألوان.
بعد الحرب، حصل نيومان على بكالوريوس الآداب في الدراما والاقتصاد في جامعة كينيون في غامبير بأوهايو في عام 1949. بعدما حاز على درجته بفترة وجيزة، التحق بعدة شركات أرصدة صيفية، أبرزها بيلفري بلايرز في ويسكونسون وودستوك بلايرز في إلينوي. تجول معهم لثلاثة أشهر وطور مواهبه ضمن وودستوك بلايرز. ثم التحق بمدرسة يال للدراما مدة عام، قبل الانتقال إلى نيويورك للدراسة على يد لي ستراسبرغ في آكتورز ستوديو. كتب أوسكار ليڤانت أن نيومان كان مترددًا في البداية بشأن رحيله من نيويورك إلى هوليوود، وأن نيومان قال «قريبة جدًا من الكعكة. لكن أيضًا لا مجال للدراسة».

## حياته العملية
وصل نيومان إلى مدينة نيويورك في عام 1951 برفقة زوجته الأولى، جاكي ويت، ساكنًا في شارع جورج من جزيرة ستاتن.
أنشأ مسرحه الخاص برودواي لأول مرة في العمل الأصلي لويليام إنج النزهة مع كيم ستانلي عام 1953 وظهر في عمل برودواي الأصلي ذا ديسبيرت أورز عام 1955. في عام 1959، كان في العمل الأصلي لبرودواي سويت بيرد أوف يوث مع جيرالدين بيج في نسخة الفيلم. كان أول دور يُثنى عليه له في عام  1952 لحلقة من تايلز أوف تومورو اسمها «آيس فروم سبيس». في منتصف الخمسينيات من القرن الماضي، ظهر مرتين في سلسلة أبوينتمنت ويذ أدفنشر التابع لسي بي إس.
في فبراير 1954، ظهر نيومان في اختبار شاشة مع جيمس دين لفيلم شرق عدن من إخراج جون ميل (1955). اختُبر نيومان لدور أرون تراسك ودين لدور أخ أرون التوأم كال. ربح دين وخسر نيومان الدور الذي أخذه ريتشارد دافالوس. في نفس العام، شارك في البطولة مع إيفا ماري سانت وفرانك سيناترا في بث تلفزيوني مباشر -بالألوان- أور تاون، وهو محاكاة موسيقية من مسرحية ثورنتون ويلدر. كان نيومان بديلًا لجيمس دين في اللحظة الأخيرة. أحدثت علاقته بدين صدىً مرتين أخريين، إذ لعب نيومان دورين رئيسين كانا مخصصين لدين مثل بيلي الطفل في ذا لفت هاندد غن ومثل روكي غرازيون في هناك شخص ما يعجب بي، صُور كلاهما بعد وفاة دين في حادث سيارة.

## وصلات خارجية
- بول نيومان على موقع Racing-Reference.info (الإنجليزية)
- بول نيومان على موقع DriverDB.com (الإنجليزية)

- بول نيومان على موقع IMDb (الإنجليزية)
- بول نيومان على موقع الموسوعة البريطانية (الإنجليزية)
- بول نيومان على موقع روتن توميتوز (الإنجليزية)
- بول نيومان على موقع مونزينجر (الألمانية)
- بول نيومان على موقع ألو سيني (الفرنسية)
- بول نيومان على موقع ميوزك برينز (الإنجليزية)
- بول نيومان على موقع تيرنر كلاسيك موفيز (الإنجليزية)
- بول نيومان على موقع أول موفي (الإنجليزية)
- بول نيومان على موقع بوكس أوفيس موجو (الإنجليزية)
- بول نيومان على موقع قاعدة بيانات برودواي على الإنترنت (الإنجليزية)